# Il borghese più imbecille dell'anno

I borghesi imbecilli in E ora qualcosa di completamente diverso.

Il borghese più imbecille dell'anno (Upper Class Twit of the Year) è uno sketch del Monty Python's Flying Circus trasmesso nel dodicesimo episodio della prima stagione. Compare, con alcune modifiche, anche nel film E ora qualcosa di completamente diverso.
Questo sketch è noto per la sua crudele satira verso la classe borghese.

## Lo sketch
Ambientato in uno stadio, lo sketch inizia con un annunciatore (John Cleese) che presenta e commenta la "127ª gara annuale del borghese più imbecille dell'anno".
I concorrenti sono:
- Vivian Smith-Smithe-Smith (Eric Idle nell'originale, John Cleese nel film): sa contare fino a 4
- Simon Zinco-Tromba-Harris (Terry Jones nell'originale, Eric Idle nel film): sposato con un'attraente lampada da tavolo
- Nigel Incubatrice-Jones (John Cleese nell'originale, Terry Jones nel film): ha un albero come miglior amico; nel suo tempo libero è un agente di cambio
- Gervaise Brook-Criceto (Michael Palin): usato come secchio dell'immondizia da suo padre
- Oliver St. John-Mollusco (Graham Chapman): suo padre è un ministro, sua madre ha vinto il Derby

I concorrenti devono superare delle difficili (per loro) prove che sono:
- Camminare sulla linea dritta: ciascun concorrente deve camminare su una linea tracciata sul campo di gara senza cadere.
- Il salto del muro dei fiammiferi: i concorrenti imbecilli devono scavalcare un piccolo ostacolo alto quanto tre scatole di fiammiferi (due nel film). Nigel (Vivian nel film) "rifiuta" l'ostacolo.
- Calciare il mendicante: gli imbecilli devono prendere a calci un mendicante finché non cade a terra.
- La fotografia della caccia ai gomitoli (solo nell'originale): gli imbecilli devono intrattenersi in conversazione e farsi fare una foto insieme con due donne attraenti, Lady Arabella Plunkett e Lady Sarah Pencil Farthing Vivian Streamroller Adams Pie Biscuit Aftershave Gore Stringbottom Smith.
- Investire le donne anziane: gli imbecilli devono investire delle sagome di cartone rappresentanti donne anziane. In questa prova Oliver, non si sa come, si investe da solo.
- Svegliare il vicino: gli imbecilli devono svegliare il vicino addormentato sbattendo la portiera dell'auto.
- Insultare il cameriere (solo nell'originale): gli imbecilli devono essere maleducati con un cameriere.
- La sbarra (solo nell'originale): gli imbecilli devono passare sotto una sbarra sospesa a un metro e mezzo (cinque piedi) di altezza sopra il terreno.
- Sparare al coniglio: gli imbecilli devono sparare a dei conigli. Nonostante questi siano legati al terreno in modo che non scappino, molti concorrenti sono costretti ad ammazzare i conigli colpendoli con il calcio del fucile o con un pugno dopo aver ripetutamente mancato il colpo.
- Togliere il reggiseno ai manichini: gli imbecilli devono togliere il reggiseno a dei manichini. Secondo l'annunciatore, questa è la prova più difficile, infatti i concorrenti distruggono i manichini.
- Spararsi: gli imbecilli devono infine spararsi, il primo che si spara vince.

Alla fine il vincitore è Gervaise, seguito da Smith, Nigel e infine da Simon (sul podio si vedono le loro bare).

## Curiosità
- Il Monty Python's Flying Circus è stato cancellato nelle TV finlandesi dopo questo sketch perché si diceva che lo sketch era un'offesa verso le persone affette da malattia mentale.
- La prova di svegliare il vicino era venuta in mente a Cleese quando abitava in un appartamento che vicino a un bar, in cui veniva svegliato dal rumore delle portiere delle auto che si chiudevano.
- Lo sketch ispirò un popolare video virale conosciuto come il Hipster Olympics.